# Bombardamento della Bulgaria

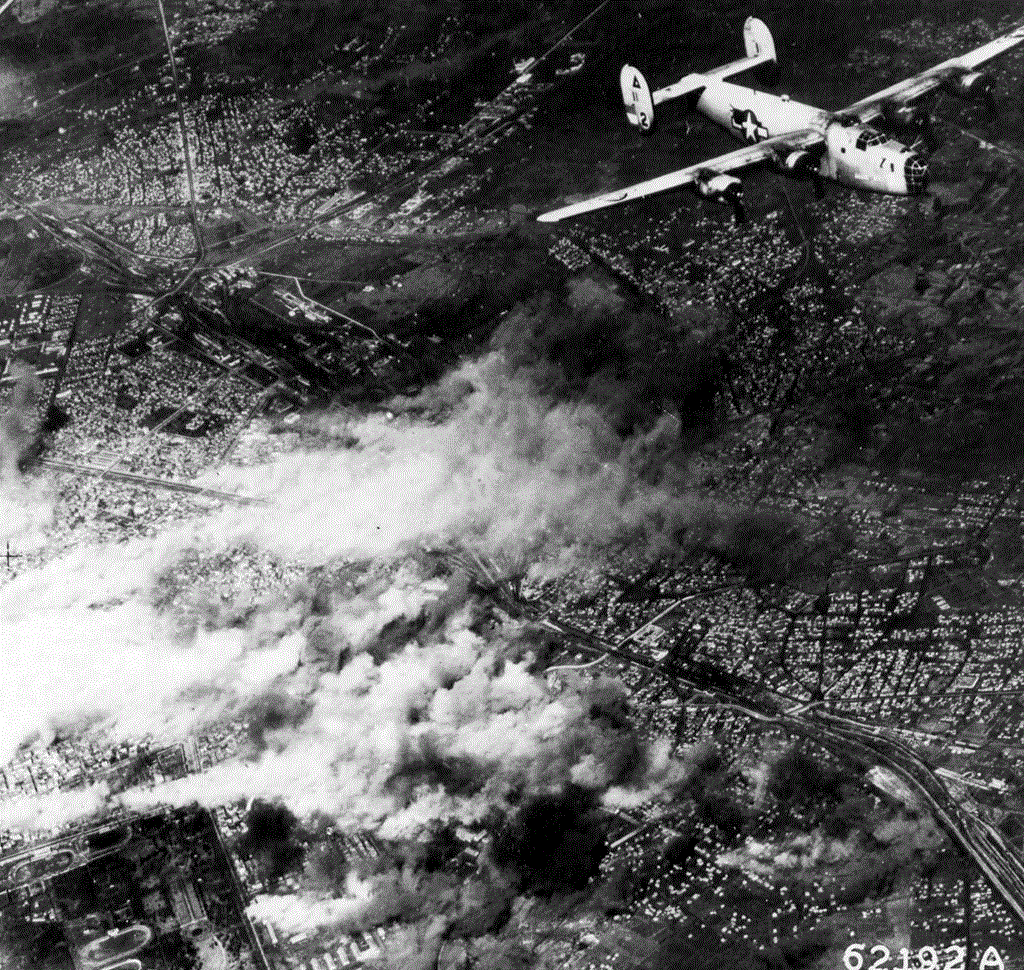
Un bombardiere Consolidated B-24 Liberator sgancia il suo carico di bombe su Sofia il 17 aprile 1944

Il bombardamento della Bulgaria fu una serie di bombardamenti contro città e villaggi bulgari (concentrati soprattutto su Sofia, capitale bulgara) da parte di bombardieri americani e britannici facenti parte della coalizione alleata durante la seconda guerra mondiale nel periodo dal 18 ottobre 1943 al 5 settembre 1944. Gli Stati Uniti e il Regno Unito dichiararono guerra alla Bulgaria il 13 dicembre 1941. Le forze aeree alleate avendo delle basi militari nell'Italia meridionale estesero la portata delle proprie operazioni strategiche, includendo anche la Bulgaria e altri stati dell'Asse nel 1943.
L'attacco venne fermato dopo che l'Unione Sovietica aveva dichiarato guerra alla Bulgaria e dopo le insistenze di Stalin su Roosevelt e Churchill.

## Attacchi

### Aprile 1941
Durante l'invasione della Jugoslavia e della Grecia, le forze aeree jugoslave e britanniche presero di mira punti strategici in Bulgaria, da cui le truppe naziste avevano inscenato le invasioni.
Il 6 aprile 1941, il bombardiere veloce jugoslavo Dornier Do 17 bombardò l'area industriale di Sofia e Kyustendil. A Sofia nell'attacco perirono otto persone. Nel bombardamento a Kyustendil, furono uccisi 58 civili, 2 soldati bulgari e 8 soldati tedeschi mentre restarono feriti 5 soldati bulgari e 31 soldati tedeschi.
Tra le 20:05 e le 21:40 del 6 aprile, la Royal Air Force effettuò continui bombardamenti sul territorio bulgaro. Il bombardiere leggero britannico Bristol Blenheim bombardò Petrič e Haskovo, mentre 6 bombardieri medi Vickers Wellington sganciarono bombe su Sofia e nei villaggi locali. Durante il bombardamento della capitale, 14 edifici furono distrutti e scoppiarono tre incendi. Sofia fu bombardata una seconda volta il 13 aprile, causando un grande esodo.

### Novembre 1943
L'attacco aereo fu effettuato il 14 novembre 1943 da 91 bombardieri medi North American B-25 Mitchell. Quarantasette edifici furono distrutti, 59 militari morirono e oltre 128 restarono feriti. 
Un secondo attacco fu effettuato il 24 novembre da parte di 60 bombardieri strategici Consolidated B-24 Liberator. Ottantasette edifici vicini alla stazione ferroviaria centrale di Sofia furono distrutti, ci furono 27 feriti. Gli aerei da caccia bulgari durante il conflitto abbatterono due bombardieri statunitensi.

### Dicembre 1943
Il 10 dicembre 1943 l'attacco aereo fu effettuato da 120 aerei da caccia. Circa 90 bombe a grappolo furono sganciate sui quartieri di Sofia (Hadzhi Dimitar, Malashevtsi e Voenna Rampa) mentre altre 90 bombe furono sganciate all'Aeroporto di Sofia e ai villaggi vicini.
La maggior parte degli attacchi aerei furono effettuati il 20 dicembre, con oltre 113 edifici rasi al suolo e 93 persone rimaste ferite. Gli aerei da caccia bulgari abbatterono tre bombardieri e sette aerei da combattimento, con la perdita di due aerei bulgari, di cui uno in un attacco suicida da Dimitar Spisarevski, che riuscì ad abbattere un bombardiere nemico.
Il 30 dicembre, l'attacco aereo fu eseguito nell'area del bivio della stazione ferroviaria di Sofia, rimasero ferite 96 persone.

### Gennaio 1944
Il 10 gennaio 1944, Sofia subì un bombardamento aereo da parte di 143 bombardieri strategici statunitensi Boeing B-17 Flying Fortress durante il giorno e 44 bombardieri inglesi Vickers Wellington durante la notte. Nell'attacco furono distrutti 448 edifici e rimasero ferite 611 persone. Durante il bombardamento dei B-17, i caccia bulgari abbatterono sei bombardieri e tre caccia di scorta Lockheed P-38 Lightning, ma persero un caccia.

### Marzo 1944
Durante la notte del 16 marzo 1944, 50 bombardieri inglesi attaccarono Sofia, rimasero feriti 58 civili mentre 72 edifici furono distrutti. 
Nella notte del 24 marzo, 40 bombardieri britannici attaccarono Sofia, ma non causarono alcuna vittima. 
Il bombardamento più distruttivo e grave a Sofia avvenne il 30 marzo. L'attacco aereo fu composto da circa 450 bombardieri pesanti statunitensi e inglesi, scortati da 150 caccia, colpì il centro cittadino di Sofia, distruggendo 3 575 edifici. Furono impiegate oltre 3 000 bombe esplosive e 30 000 bombe incendiarie. I caccia bulgari intercettarono la forza avversaria, abbatterono otto bombardieri e due caccia da combattimento, senza subire alcuna perdita. Le vittime si sono abbassate notevolmente grazie all'evacuazione dei civili. Gli obiettivi del bombardamento non erano né le strutture militari, né le forze armate, ma il centro storico di Sofia.

### Aprile 1944
Il 17 aprile 1944, Sofia subì un pesante attacco conosciuto con il nome di "La Pasqua nera". L'attacco aereo fu condotto da 350 bombardieri (B-17 e B-24), scortati da 100 aerei da combattimento (North American P-51 Mustang e Lockheed P-38 Lightning). Circa 2 500 bombe furono sganciate alle stazioni di smistamento ferroviarie. 749 edifici furono completamente rasi al suolo, i feriti ammontarono a 69.

## Conseguenze

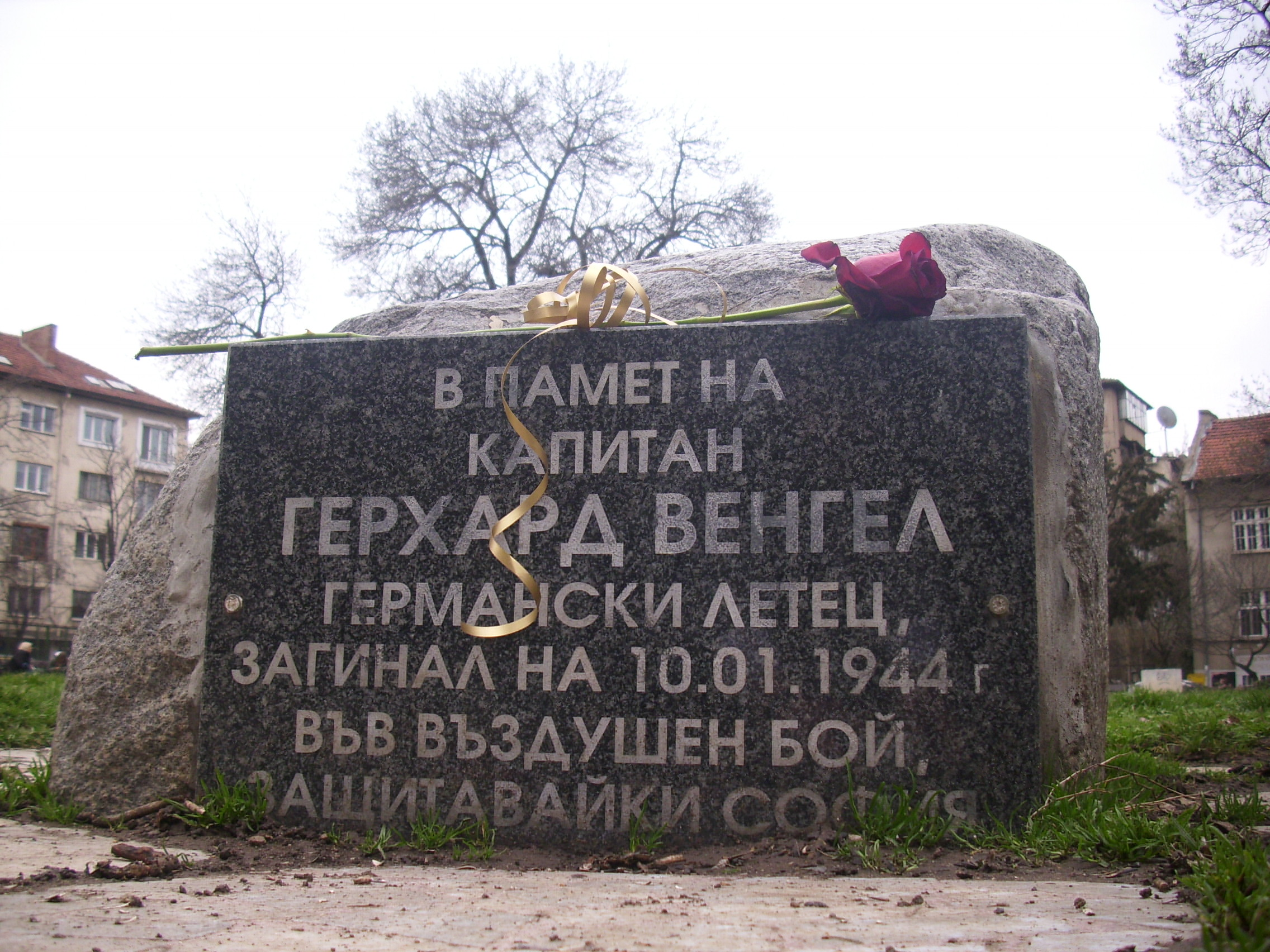
Memoriale dedicato al capitano tedesco Gerhard Wengel, caduto durante la difesa di Sofia, in Bulgaria

I bombardamenti del 1943-1944 causarono complessivamente 1 743 feriti. Gli edifici danneggiati furono 12 564 (2 670 distrutti). Sessanta automobili e 55 rimorchi furono distrutti. Gli Alleati persero in totale 117 aerei.
Tra gli edifici storici rimasti danneggiati vi erano diverse scuole e alberghi, tra di essi anche il National Gallery for Foreign Art, il Tribunale regionale e la Biblioteca Nazionale Cirillo e Metodio. Tutti gli edifici citati hanno mantenuto il loro aspetto originale. Altri edifici rimasti coinvolti nei bombardamenti alleati, danneggiati ma poi ricostruiti: il Teatro Nazionale Ivan Vazov, la Banca bulgara dell'agricoltura, la Facoltà teologica dell'Università di Sofia, il Museo nazionale della Bulgaria, l'Accademia bulgara delle scienze e altri edifici.
Il capitano tedesco della Luftwaffe, Gerhard Wengel (1915–1944), facente parte del gruppo Jagdgeschwader 5, fu ucciso in cielo sopra Radomir, mentre stava difendendo Sofia. Fu l'unico pilota straniero ucciso in battaglia mentre difendeva lo spazio aereo bulgaro durante la seconda guerra mondiale.